# Da Real World
Da Real World è il secondo album in studio della rapper statunitense Missy Elliott, pubblicato il 22 giugno 1999 dalle etichette discografiche The Goldmind Inc. ed Elektra Records.

## Descrizione
Missy Elliott in un'intervista disse che la produzione di quest'album le aveva messo un certo timore trattandosi di un "sophomore" (il secondo album di una carriera). Da Real World è considerato l'album di Missy più "dark". Ma tutto ciò non ha frenato i vari fan che, con gli acquisti, le hanno consentito di ricevere il primo Disco di Platino, con 1,5 milioni di copie.
L'album è stato dedicato alle vittime del massacro della Columbine High School avvenuto il 20 aprile 1999.

### Singoli estratti
- She's a Bitch - pubblicato il 20 aprile 1999
- All n My Grill - pubblicato il 13 settembre 1999
- Hot Boyz (Remix) - pubblicato il 9 novembre 1999

## Tracce
1. Mysterious (intro) – 1:07
2. Beat Biters – 4:24 (Missy Elliott, Timbaland)
3. Busa Rhyme (feat. Eminem) – 5:01 (Missy Elliott, Timbaland, Eminem, Rob Parissi)
4. All N My Grill (feat. Big Boi e Nicole Wray) – 4:44 (Missy Elliott, Timbaland, Big Boi)
5. Dangerous Mouths (feat. Redman) – 3:29 (Missy Elliott, Timbaland, Redman)
6. Hot Boyz (feat. Lil' Mo) – 3:36 (Missy Elliott, Timbaland)
7. You Don't Know (feat. Lil' Mo) – 4:48 (Missy Elliott, Timbaland, Lil' Mo)
8. Mr. D.J. (feat. Lady Saw) – 4:30 (Missy Elliott, Timbaland, Lady Saw)
9. Checkin' For You (feat. Lil' Kim) (Interlude) – 2:09 (Missy Elliott, Timbaland, Lil' Kim)
10. Stickin' Chickens (feat. Aaliyah e Da Brat) – 4:55 (Missy Elliott, Timbaland, Da Brat)
11. Smooth Chick – 4:18 (Missy Elliott, Timbaland)
12. We Did It – 3:51 (Missy Elliott, Timbaland)
13. Throw Your Hands (feat. Lil' Kim) (Interlude) – 1:18 (Missy Elliott, Timbaland, Lil' Kim)
14. She's a Bitch – 4:00 (Missy Elliott, Timbaland)
15. U Can't Resist (feat. Juvenile e B.G.) – 4:37 (Missy Elliott, Timbaland, Juvenile, B.G.)
16. Crazy Feelings (feat. Beyoncé) – 4:35 (Missy Elliott, Timbaland)
17. Religious Blessings (outro) – 0:39

Traccia aggiunta nella versione europea
1. All N My Grill (feat. MC Solaar & Nicole Wray) (Remix) (Missy Elliott, Timbaland)

## Classifiche
| Classifiche (2001) | Posizione massima |
| ------------------ | ----------------- |
| Francia            | 51                |
| Germania           | 20                |
| Paesi Bassi        | 57                |
| Regno Unito        | 42                |
| Stati Uniti        | 10                |
| Svezia             | 59                |
| Svizzera           | 42                |